# グリンデルヴァルト
グリンデルヴァルト(Grindelwald)は、スイス・アルプスにあるベルン州山岳地方（ベルナー・オーバーラント）のインターラーケン区に属する村でかつ基礎自治体であり、インターラーケンとともにベルナーオーバーラント地方の観光の拠点となっている。
なお、標準ドイツ語では「グリンデルヴァルト」であるが、ベルナー・オーバーラント地方の発音から「グリンデルワルト」と表記されることが多い。

## 概要
人口は約4,000人で、ユネスコ世界遺産に登録されているユングフラウ～アレッチ～ビエッチホルン地域への観光や、登山・トレッキングの拠点として、夏には主にハイキング・トレッキング目的の観光客、冬はヨーロッパ人のスキー客でにぎわう。村はアイガーの麓に位置し、氷河の他にも雄大なアルプスの花畑（冬はスキー場）を展望することもできる。村内には数多くのホテルやレストランがあり、グリンデルヴァルト駅前には日本人スタッフが常駐する日本語観光案内所もある。ゴンドラやスキー用のリフトは夏でも運転され、様々なルートでU字谷が美しい反対側のラウターブルンネンを訪れることができる。

## 気候
1年で最も降水量が多いのは6月と8月で半月ほど降水があり、最も少ないのは2月である。

## ユングフラウ観光
グリンデルヴァルト駅からヴェンゲルンアルプ鉄道に乗り換え、て谷底の駅グルント（Grund）へ向かう。列車はグルントでスイッチバックし、ユングフラウ鉄道の始発駅クライネ・シャイデックに向かう。ここで乗り換え全長9.3kmのユングフラウ鉄道を進み、50分かけて標高3454メートルの、ヨーロッパ最高地点駅ユングフラウヨッホに到着する。グリンデルヴァルトから往復に裕に4時間要する半日観光コースである。クライネシャイデックからはヴェンゲン（w:Wengen）を通り反対側のラウターブルンネンまで行き、ベルナーオーバーラント鉄道経由で戻ることができる。ヴェンゲンを出てラウターブルンネンに向かう途中車窓から見るU字谷の景色は実に美しい。

## アクセス
- 鉄道:インターラーケン東駅から、ベルナーオーバーラント鉄道グリンデルヴァルト行きを利用。
  - ベルナーオーバーラント鉄道の始発駅(～ツヴァイリュッチネン駅～インターラーケン東駅)。
  - ヴェンゲルンアルプ鉄道の始発駅(～クライネ・シャイデック駅～ラウターブルンネン駅)。

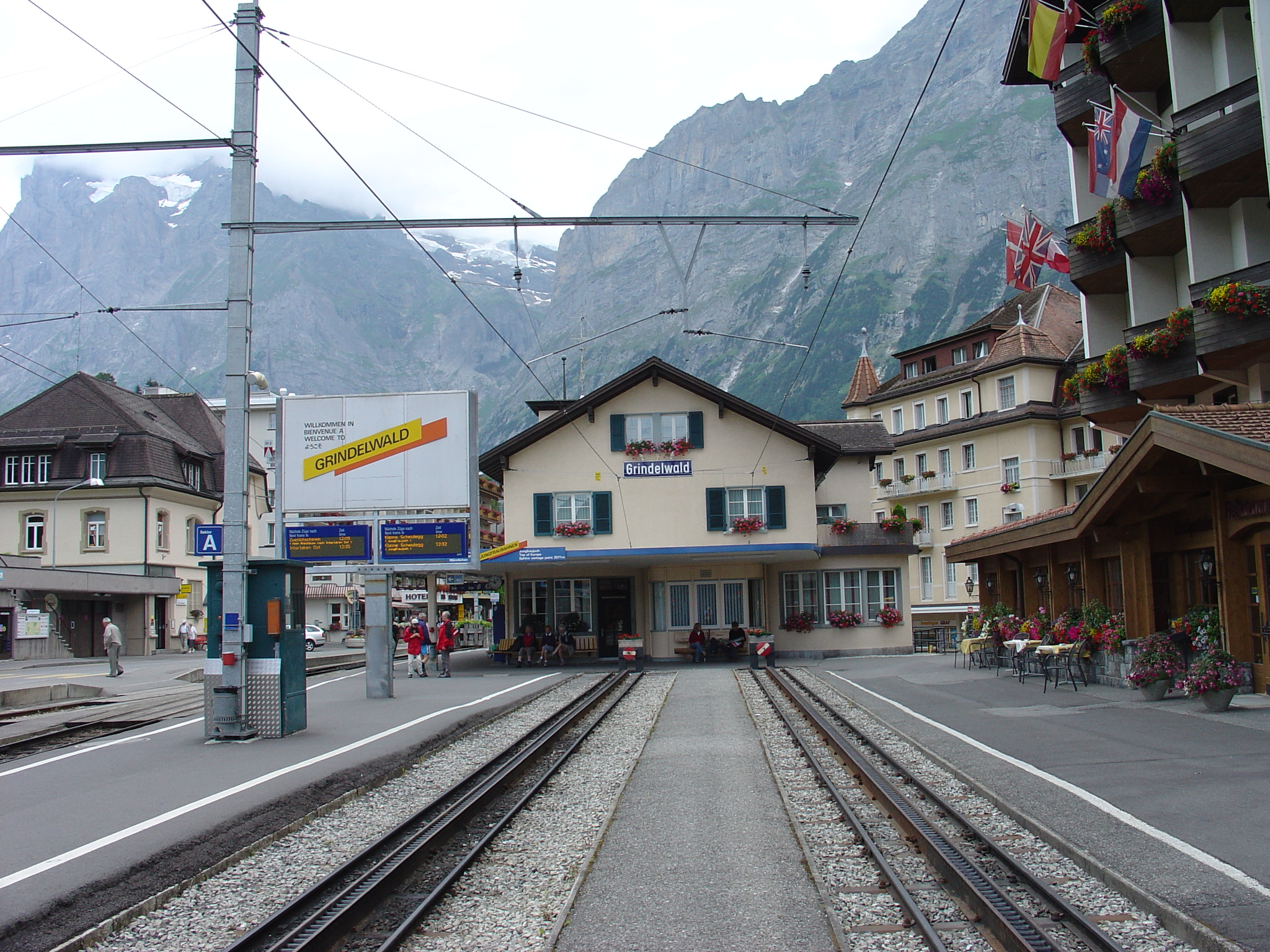
インターラーケンとクライネシャイデックへ向かう主要なグリンデルワルト駅

- 車：インターラーケンより車利用で約30分

## 姉妹都市
グリンデルヴァルトは、1972年以来、長野県の旧安曇村と姉妹村としての交流を行っていたが、安曇村は2005年に松本市と合併し、以降は松本市が姉妹都市となっている。
- 松本市（日本） (2005年4月: 1972年4月締結の旧安曇村との提携を継承)

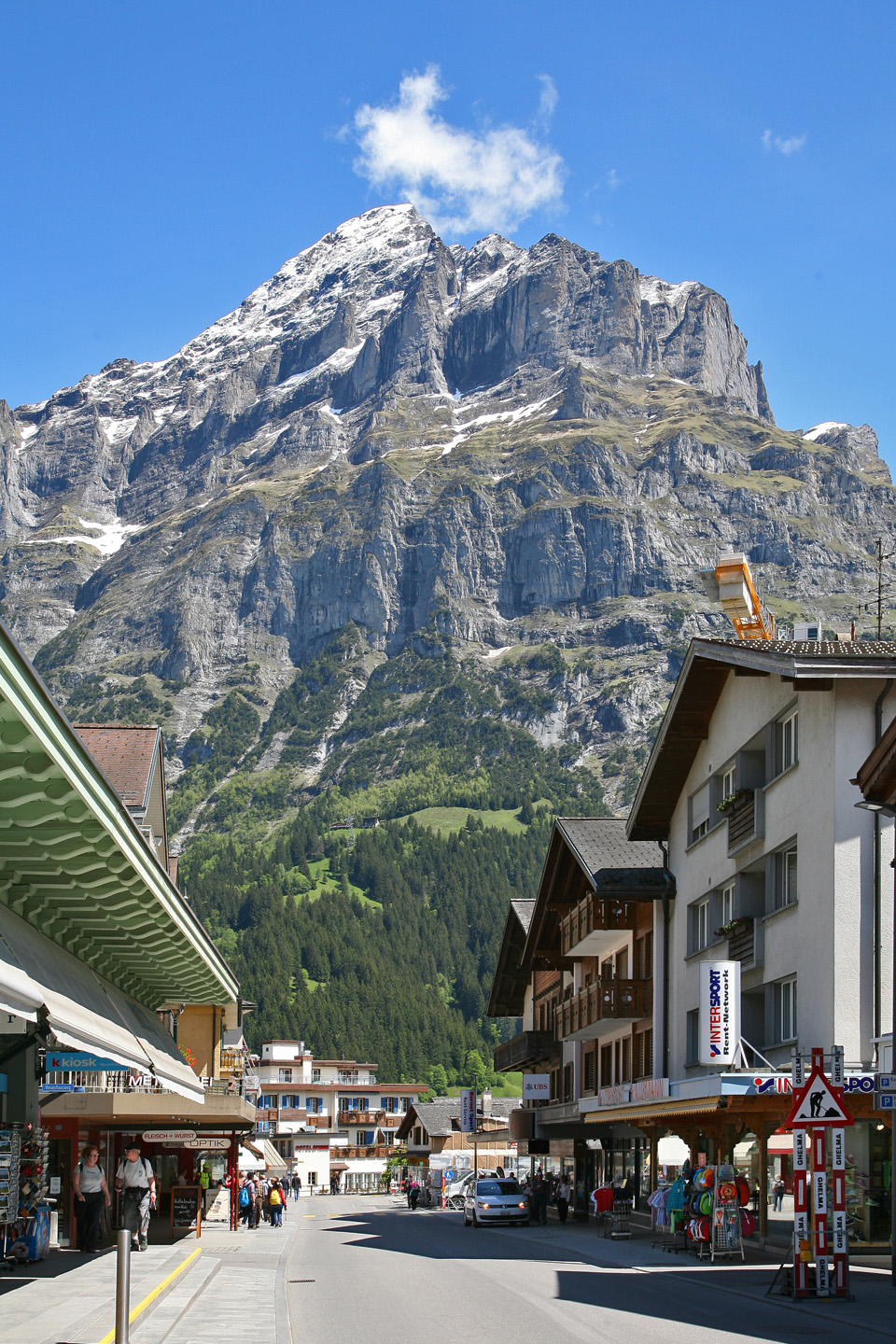
ヴェッターホルンを望む

## 歴史
グリンデルヴァルトからは新石器時代の石器が発見されており、その頃から人が定住していたと考えられる。また、ローマ時代の貨幣も発見されている。中世盛期には、村を望むブルクビュールの丘に城が築かれている。
グリンデルヴァルトという地名は、1146年に初めて記録に見える。1146年、ホーエンシュタウフェン朝のローマ王コンラート3世が、インターラーケン修道院にグリンデルヴァルトの荘園を寄進した。12世紀の末には、後にベルナー・オーバーラントとなる地域のアルプス渓谷の豪族たちが、拡大政策を採るツェーリンゲン家のベルトルト5世に対し戦争を始めたが、ベルトルト5世は1191年にグリンデルヴァルトで豪族連合を打ち破り、ツェーリンゲン家の勢力をオーバーラントに広げて、トゥーン市を拡張しベルン市を築くこととなった。
13世紀の初めには、インターラーケン修道院がグリンデルヴァルトの土地と支配権を購入し始め、最終的には地元の豪族を駆逐し、修道院長の支持者たちの政治的野望にしたがって、村人を徴集して1315年と1332年の二度にわたりウンターヴァルデンに侵攻した。これに対し、1342年にウンターヴァルデンはグリンデルヴァルトを攻撃し、その数年後の1348年から1349年にかけて村民も修道院の支配に対して反乱を起こしたが、失敗した。
1528年、ベルン市は宗教改革を受け入れて、グリンデルヴァルトにも住民の反対を押し切ってプロテスタントを広めることとし、住民を改宗させ、インターラーケン修道院を閉鎖して、修道院の土地を没収した。グリンデルヴァルトは、ベルン執政官の支配の下、インターラーケン執政区の一部となった。
グリンデルヴァルトの最初の木造の教会は12世紀中頃に建てられ、1180年には聖メアリー教会として石造に建て替えられた。16世紀に再度建て替えられ、現在の建物は1793年の建築である。
18世紀の後半には、その景観の美しさが諸外国に知れ渡り、観光産業が始まって、風景画なども出回り国際的に有名になった。19世紀には、数多くの英国人が来訪して、フィンシュターアールホルン(4,274m)、ヴェッターホルン(3,692m)、アイガー(3,967m)、シュレックホルン(4,078m)、グロッセス・フィエッシャーホルン(4,049m)といった周辺のアルプスの高峰を制覇した。1860年から1872年にかけてグリンデルヴァルト街道道路が整備され、1890年にはベルナーオーバーラント鉄道がグリンデルヴァルトまで開通して、困難な経路が旅行しやすくなり、観光客が押し寄せるようになった。1888年には最初のリゾートが開業し、ホテルの数は1889年に10軒、1914年には33軒に増えた。1893年にはラック式鉄道がクライネ・シャイデックまで開通し、1912年にはユングフラウヨッホまで延伸された。その他、スキーリフトやケーブルカー、ハイキング道やアルプス小屋が19世紀後半から20世紀にかけて数多く設置され、多くの観光客が山々を巡るようになった。現在でも、グリンデルヴァルトのほぼ全経済は、観光業によっている。

## 村の姿

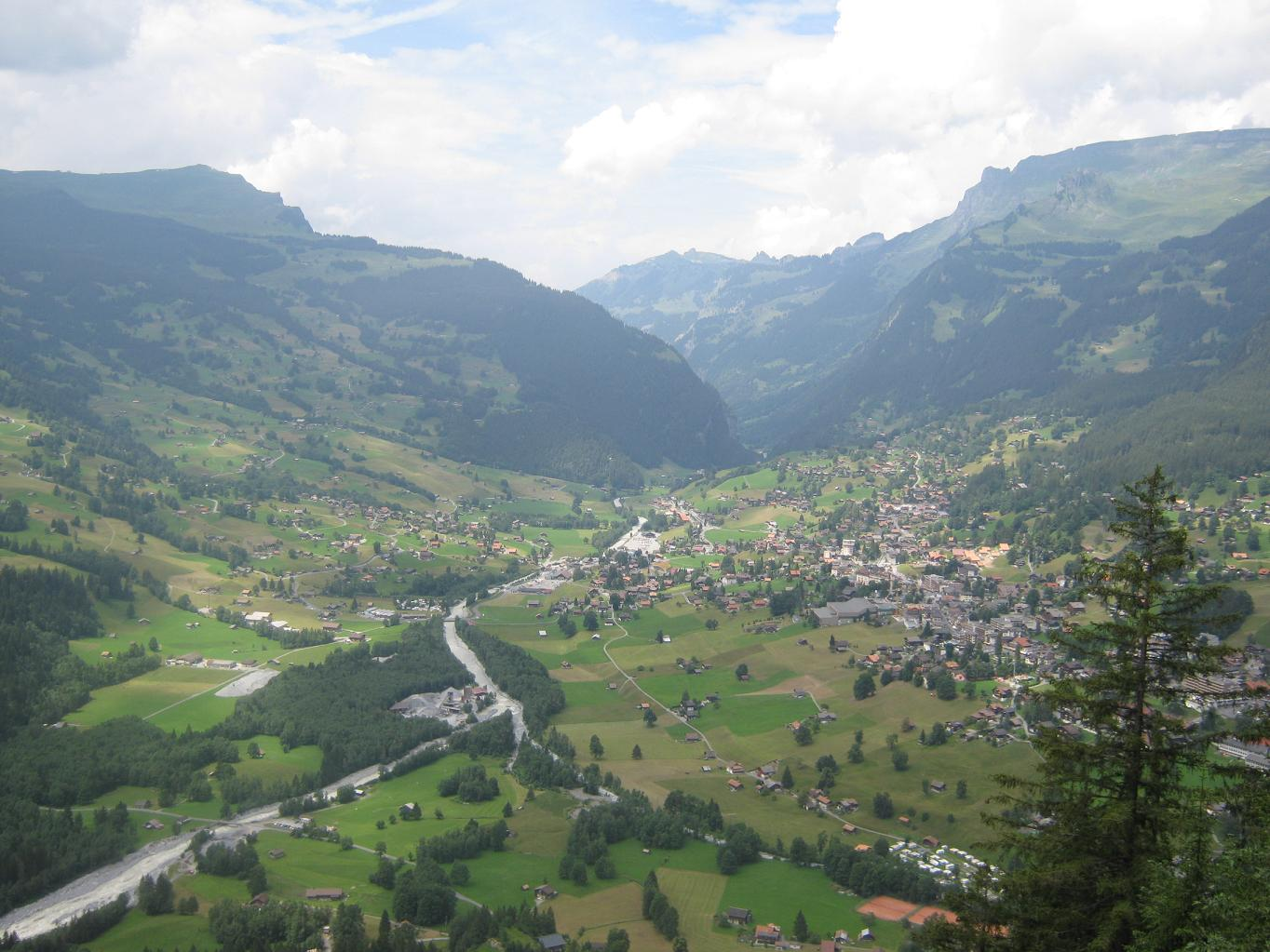
中心地域
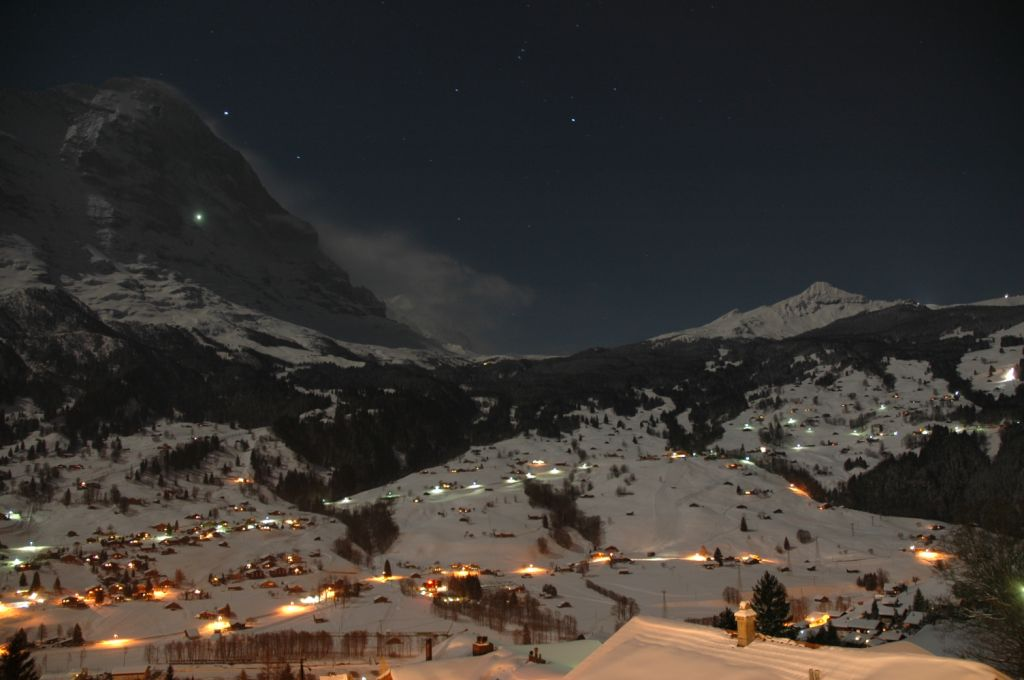
冬期
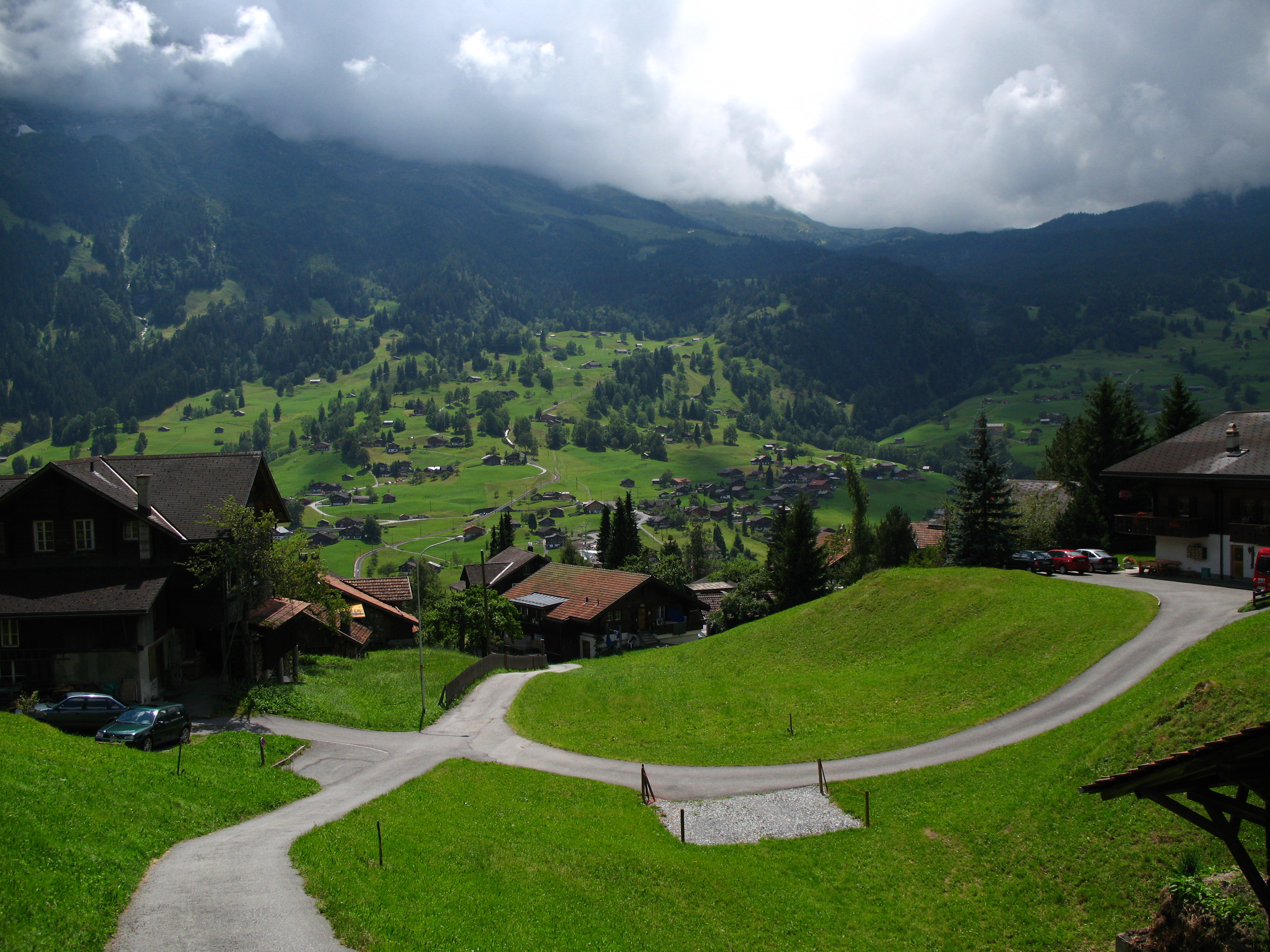
郊外
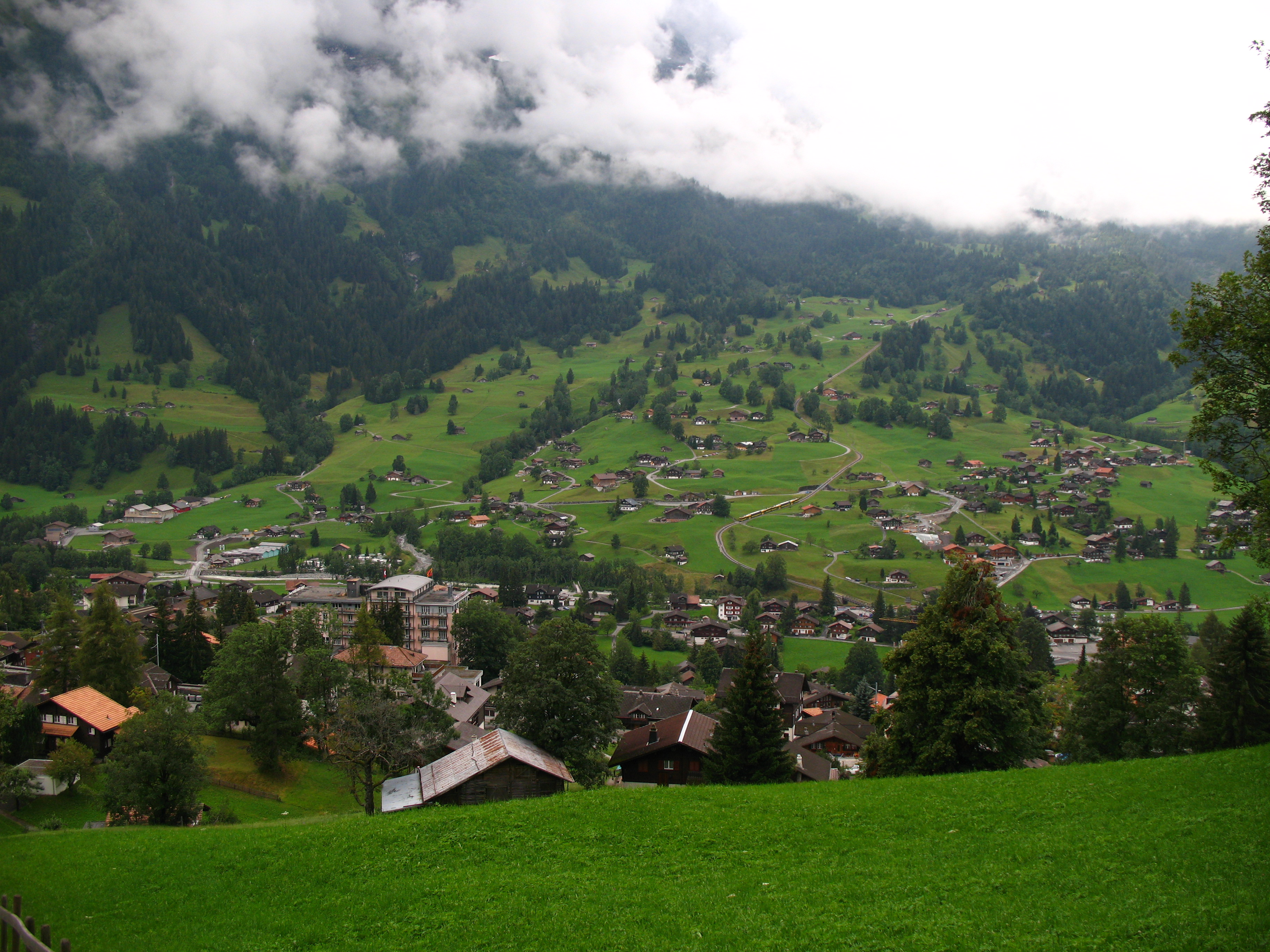
郊外
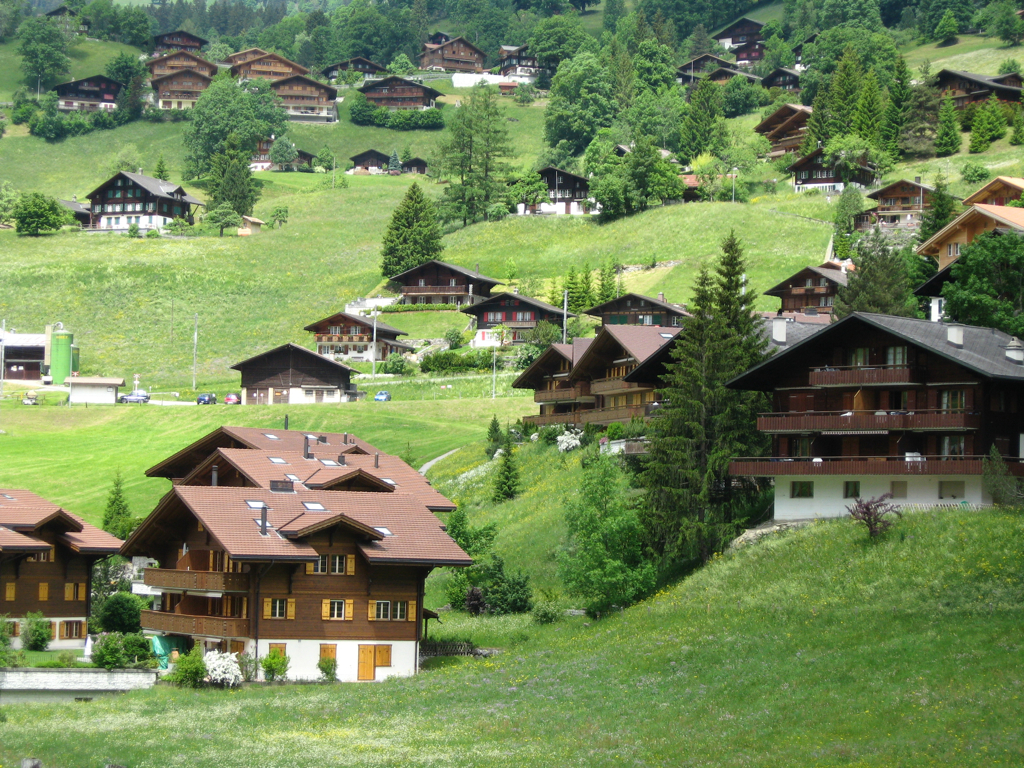
郊外
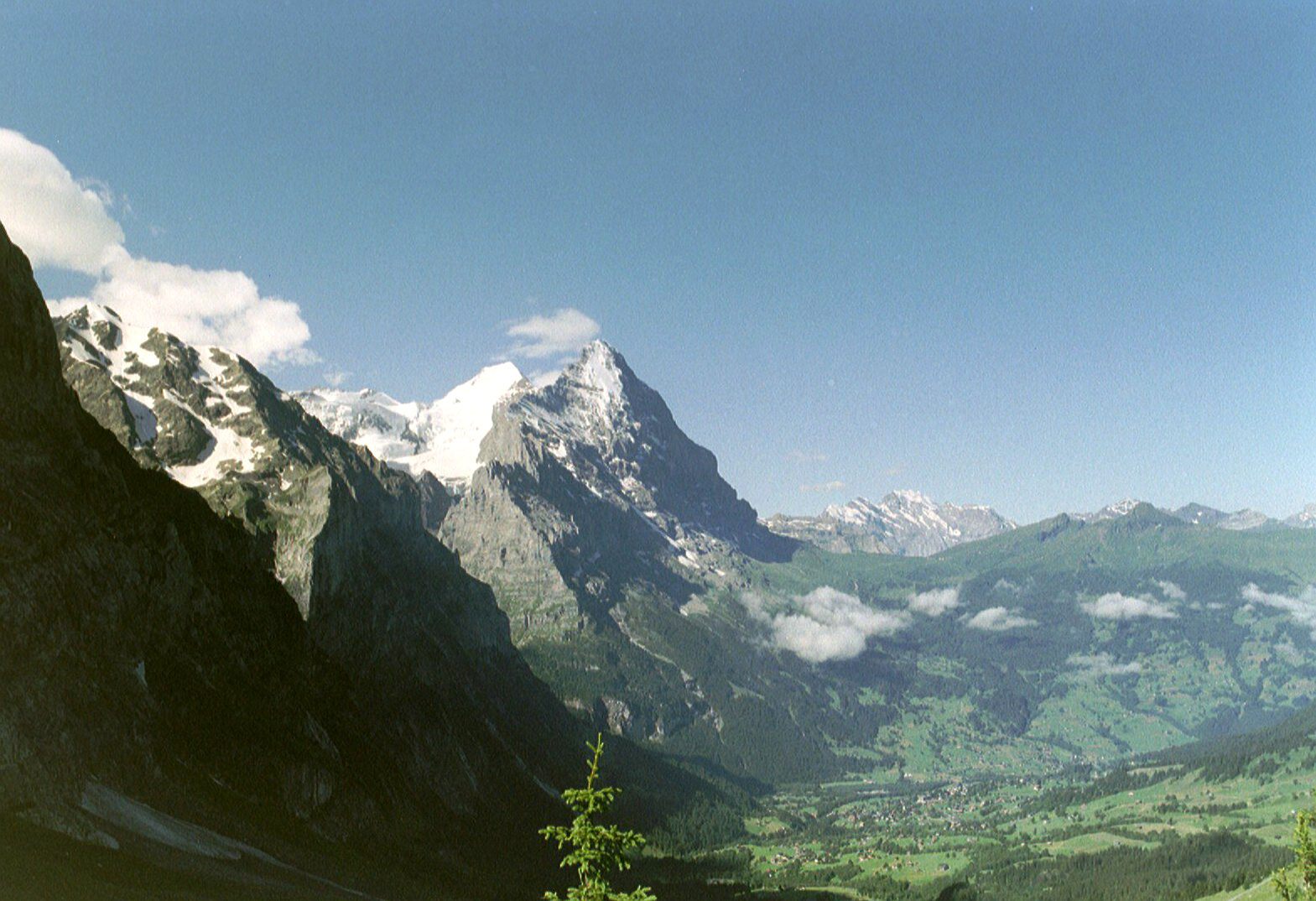
村とアイガー
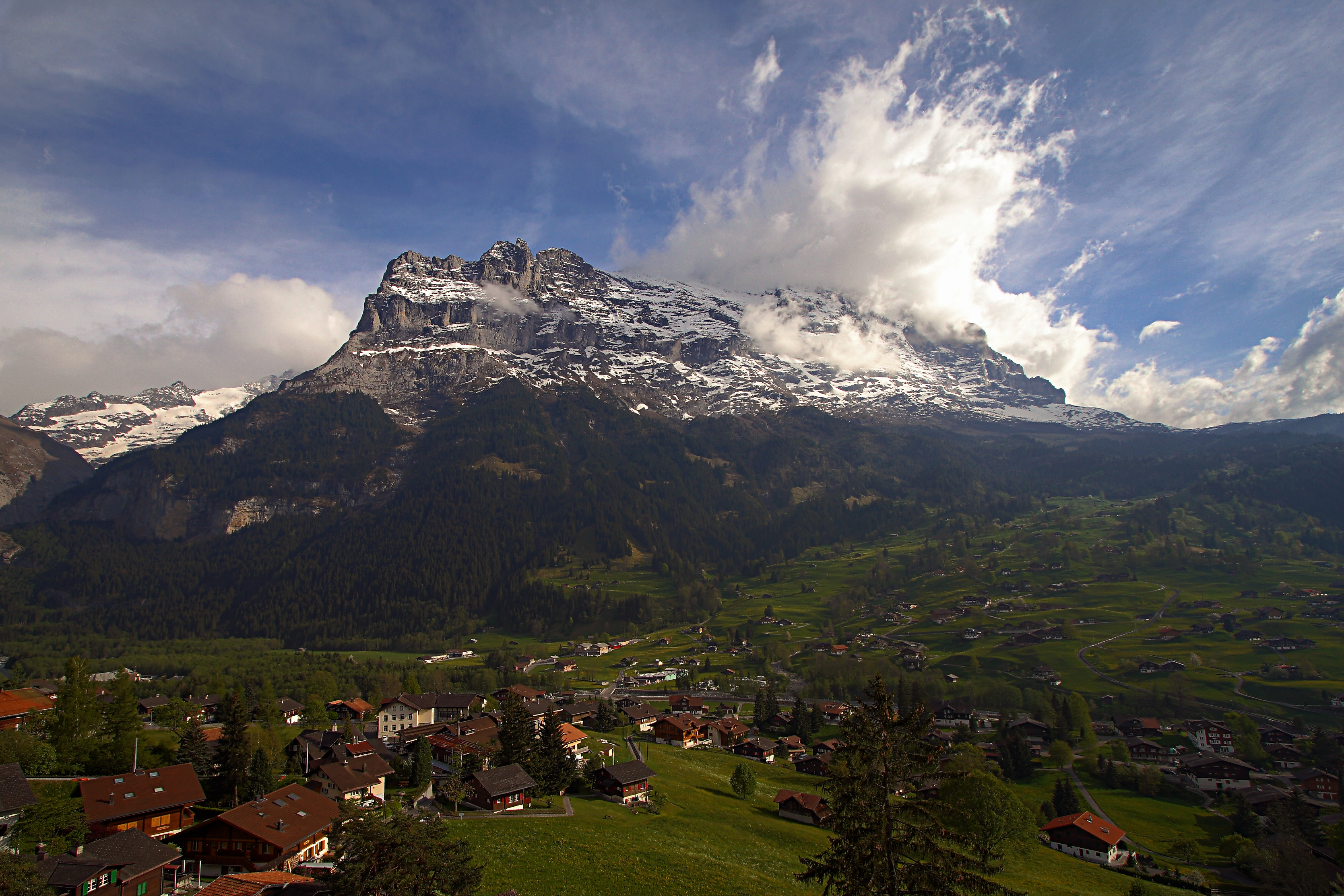
村とアイガー
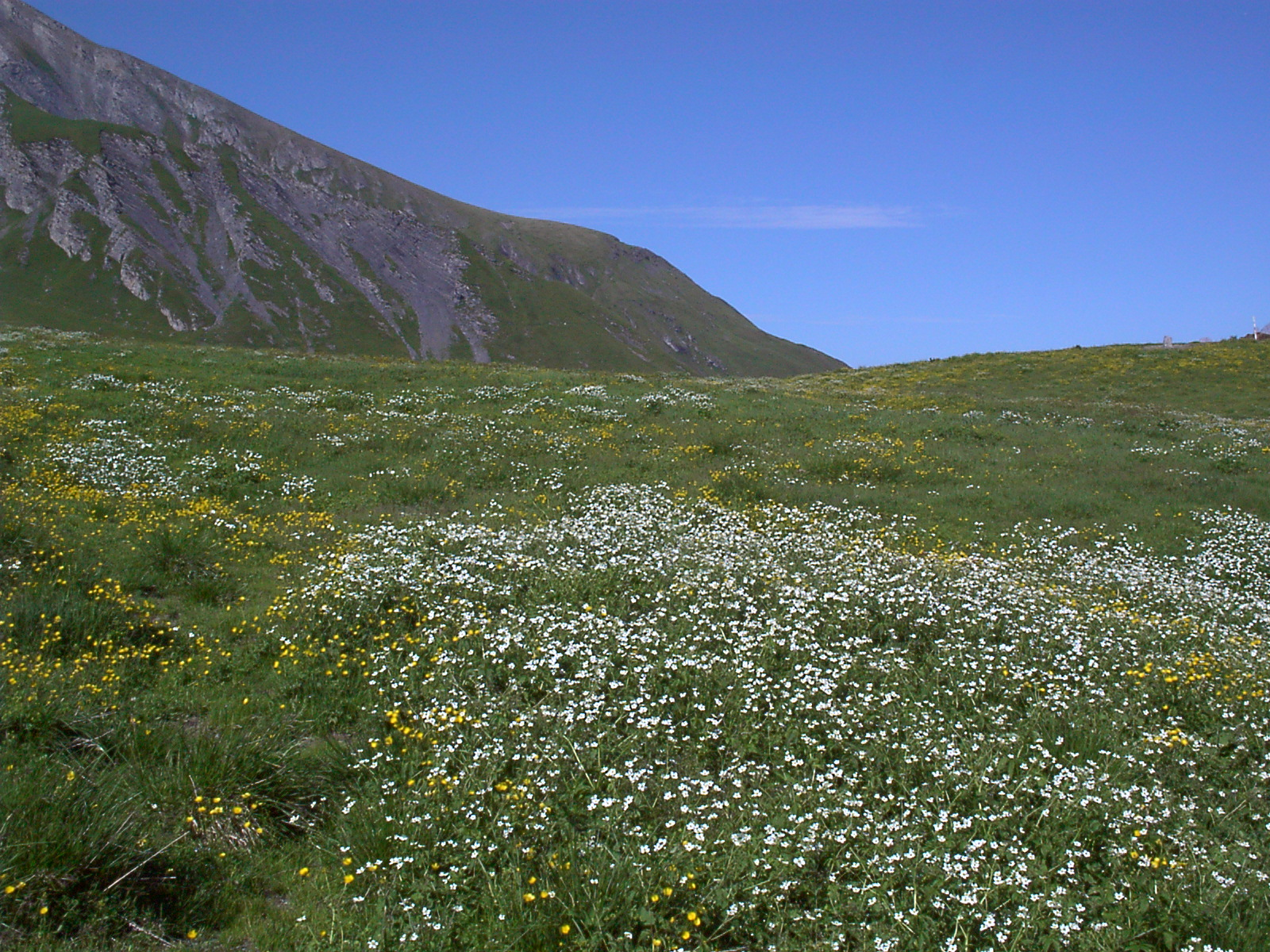
広大な花畑